# ¿Por qué te engaña tu marido?
¿Por qué te engaña tu marido? es una película de comedia sexy estrenada en 1969, dirigida por Manuel Summers y protagonizada por Alfredo Landa. Adaptación libre de la novela de Wenceslao Fernández Flores, es considerada una de las primeras películas del landismo, la crítica no la recibió muy bien aunque fue un gran éxito de taquilla.

## Argumento
En la ceremonia de su boda Eduardo (Alfredo Landa) empieza a fantasear con el futuro que tendrá con Claudia (Laly Soldevila), su novia de toda la vida pero no muy agraciada físicamente. No sólo piensa en el futuro que tendrá con ella, sino que también piensa en algunas invitadas a la boda como otras posibles esposas. Así tenemos a la escultural pero narcisista Dora (Ingrid Garbo), a la intelectual pero demasiado libre Veronique (Patty Shepard) o a la pasional pero muy celosa Sebastiana (Esperanza Roy).

## Reparto completo
| Intérprete                        | Personaje                           |
| Alfredo Landa                     | Eduardo                             |
| Laly Soldevila                    | Claudia                             |
| Esperanza Roy                     | Sebastiana                          |
| Ingrid Garbo                      | Dora                                |
| Patty Shepard                     | Veronique                           |
| José Luis Coll                    | Paul                                |
| Emilio Laguna                     | Narrador                            |
| Joaquín Pamplona                  | Párroco en boda                     |
| José Luis Viloria                 | Cura con gafas                      |
| Manuel de Blas                    | Jimmy, entrenador de Dora           |
| Carlos Oroza                      | El hippie poeta                     |
| Javier Lozano                     |                                     |
| Manuel Ayuso                      |                                     |
| Petra Lacy                        |                                     |
| Juan Antonio Elices (Juan Elices) | 'Padre' de Eduardo                  |
| Manuel de Agustina                |                                     |
| Carmen Martín                     |                                     |
| Tola Horcajo                      |                                     |
| Susie Lindberg (Susie Linberg)    | Paloma                              |
| Víctor Israel                     | Alfredo, amigo de Eduardo           |
| Pilar Gómez Ferrer                |                                     |
| Vicente Roca                      |                                     |
| Curro Martín Summers (Currito)    | Monaguillo, que recita los créditos |

## Producción y rodaje
Según un rótulo al inicio de los títulos de crédito, la película no habría sido posible sin la participación de una empresa de venta de gafas, quizá por ello hay muchos personajes que usan gafas, incluso algunos que rozan el absurdo, como unos luchadores de lucha libre durante una pelea.
La película se rodó en Madrid, Ibiza y Formentera.

## Público
Siendo uno de los primeros taquillazos precursores del landismo, la película tuvo 1.413.256 espectadores y recaudó en el equivalente a 199.439 €. Aun así tuvo menos éxito que otras películas de Alfredo Landa como Vente a Alemania, Pepe, y Manuel Summers luego tuvo mucho más éxito, incluso internacional, con Adiós, cigüeña, adiós dos años después.

## Crítica
La crítica la tildó de comedia gruesa y convencional, lejos de la mirada ácida que tenían las primeras películas del director. Pese a ser una comedia picante típica del landismo, el film no tiene una estructura convencional, con breves notas intercaladas, muchas de ellas en dibujos.También el guion hace una mirada mordaz de la sociedad, donde critica la obsesión por la estética y la sobrevaloración de la belleza.